# Tramway de Ouargla
Le tramway de Ouargla est un réseau de tramway qui dessert la ville de Ouargla, en Algérie, et mis en service commercial le 20 mars 2018. En 2018, il comprend une ligne de 9,7 km avec 16 stations. Ouargla est la cinquième ville d'Algérie à disposer d'un tramway moderne.

## Histoire
La réalisation du tramway a été confiée à un consortium composé de Rover Alcisa, Elecnor and Assignia Infrestructuras dans le cadre d'un contrat de 228 millions d'euros attribué en 2013.
Le tramway de Ouargla est officiellement inauguré le 20 mars 2018, en présence de Abdelghani Zalène.

## Caractéristiques

### Stations
|  |   |  | Station                              | Communes Desservies | Correspondances |
|  | - |  | ------------------------------------ | ------------------- | --------------- |
|  | ■ |  | Chenine Kadour                       | Ouargla             |                 |
|  | • |  | Khalil Abdelkader                    | Ouargla             |                 |
|  | • |  | Safrani Abdelkader                   | Ouargla             |                 |
|  | • |  | 27 Février 1962                      | Ouargla             |                 |
|  | • |  | Gare Multimodale                     | Ouargla             |                 |
|  | • |  | Nouveau Pôle Universitaire           | Ouargla             |                 |
|  | • |  | Teman Ahmed                          | Ouargla             |                 |
|  | • |  | El Allama Mouhamed Ben El Hadj Aissa | Ouargla             |                 |
|  | • |  | Cheikh Ben Atia Djelloul             | Ouargla             |                 |
|  | • |  | El Chatti El Wakal                   | Ouargla             |                 |
|  | • |  | El Mkhadma                           | Ouargla             |                 |
|  | • |  | Hassani El Taib                      | Ouargla             |                 |
|  | • |  | Zoubidi Abdelkader                   | Ouargla             |                 |
|  | • |  | Ben Abbas Hamadi                     | Ouargla             |                 |
|  | • |  | Colonel Seddiki Larbi                | Ouargla             |                 |
|  | ■ |  | Sid Rouhou                           | Ouargla             |                 |

## Exploitation

### Contrat
Le 24 mai 2012, le groupe RATP annonce avoir obtenu l'exploitation et la maintenance de tous les projets de tramways algériens, y compris le tramway de Ouargla, dans le cadre d'une coentreprise (sauf la maintenance pour Alger). RATP Dev dirige cette société commune, la Société d'exploitation des tramways (SETRAM), dont elle est actionnaire à 49 %, aux côtés de l'ETUSA (36 %) et de l'Entreprise Métro d'Alger (EMA, 15 %),,,. Comme c'est le cas pour les autres réseaux de tramway en Algérie, la SETRAM est chargée de l’exploitation, de la préparation à l’exploitation, ainsi que de l’entretien et de la maintenance du tramway de Ouargla,,.

### Matériel roulant
Le tramway de Ouargla est équipé de 23 rames du type Citadis 402 construites par Alstom et assemblées par Cital à Annaba, en Algérie. La capacité d'une rame est de 414 passagers. Afin de résister aux conditions climatiques particulièrement difficiles, liées à la proximité du désert du Sahara, les rames sont équipées d'une climatisation renforcée et de films de protection solaire sur les vitres et disposent de protections particulières pour empêcher l'atteinte des parties techniques par du de sable ou de la poussière.

### Fréquentation
Début mai 2018, un mois après la mise en service, la SETRAM communique sur 15 340 passagers par jour, en moyenne.